# Adolf Riis-Magnussen
Frits Adolf Marinus Riis-Magnussen (født 26. juni 1883 i København, død 11. august 1950 i Nørre Asmindrup Sogn) var en dansk komponist og organist.

## Levned
Adolf Riis-Magnussen gik i Slomanns Skole og kom derefter boghandlerlære. Han forlod lærepladsen for at blive musiker efter opfordring fra Orla Rosenhoff som han lærte musikteori fra i et par år. Han fortsatte sin teoretiske uddannelse som elev af Carl Nielsen samtidig at han lærte at spille orgel af Edgar Henrichsen og klaver af Henrik Knudsen. Han studerede også kirkemusik hos Thomas Laub.
Riis-Magnussen var organist i Skt. Thomas Kirke på Frederiksberg fra 1920 til sin død.
Han foretog flere studierejser til Tyskland, Østrig, Italien, Frankrig og England, blandt andet betalt af Det anckerske Legat som han fik i 1924. I 1934 fik han P. E. Lange-Müllers stipendium.
Riis-Magnussen var bestyrelsesmedlem i Dansk Organist og Kantor Samfund fra 1934.
Riis-Magnussen debuterede som sangkomponist i 1910 og er især kendt for sine melodier til sange, men han har også skrevet blandt andet en strygekvartet i h-mol, Symfonisk Suite for orkester og korværket Colombus.

## Familie
Adolf Riis-Magnussen var søn af drejermester, senere møbelfabrikant Hendrik Sophus Magnussen (1851–1946) og Engeline Marie Christine Riis (1852–1940). Han blev gift med Sofie Amalie Bense (1890–1963) i 1920.